# Nely Gambon
Nely Gambon-de Vos (ur. 14 lipca 1924, zm. 19 stycznia 2007) – holenderska działaczka sportowa, związana z wioślarstwem.
Uprawiała wioślarstwo od lat 50., kiedy sport ten był zdominowany przez mężczyzn. W 1957 została po raz pierwszy wybrana do władz holenderskiej federacji wioślarskiej. Działała przede wszystkim w komisji ds. wioślarstwa kobiecego, była również sędzią zawodów. W 1969 jako pierwsza kobieta znalazła się w zarządzie federacji światowej FISA (Międzynarodowej Federacji Stowarzyszeń Wioślarskich). Kierowała w FISA komisją wioślarstwa kobiecego, działała na rzecz włączenia rywalizacji kobiecej do programu igrzysk olimpijskich. Cel ten udało się osiągnąć w latach 70. – wioślarki rywalizowały po raz pierwszy na igrzyskach olimpijskich w Montrealu w 1976.
Nely Gambon pozostała w zarządzie światowej federacji do 1982, współpracowała również nadal ze związkiem krajowym. Mimo podeszłego wieku była obecna na zawodach wioślarskich w Holandii do ostatnich lat życia, m.in. w 2005 gościła na mistrzostwach świata do lat 23 na jeziorze Bosbaan koło Amsterdamu. Wyróżniona została m.in. honorowym członkostwem holenderskiej federacji wioślarskiej.